# Port lotniczy Nelson (Nowa Zelandia)
Port lotniczy Nelson (IATA: NSN, ICAO: NZNS) – port lotniczy położony w Nelson, na Wyspie Południowej, w Nowej Zelandii.